# Ladislav Svoboda (senátor)
Ladislav Svoboda (25. prosince 1938 – 13. ledna 2024) byl český politik a lékař, v letech 1996 až 2008 senátor za obvod č. 30 – Kladno, zastával také funkci místopředsedy Senátu Parlamentu České republiky a předsedy Senátorského klubu ČSSD. Byl členem ČSSD.

## Vzdělání, profese a rodina
Vystudoval lékařství na Univerzitě Karlově v Praze. Pracoval jako lékař v Poldi Kladno, později vykonával funkci ředitele závodní polikliniky tohoto podniku. Osmnáct let působil jako lékař prvoligového hokejového klubu Kladno. Byl ředitelem zdravotní pojišťovny. Byl ženatý, měl dvě děti.
Zemřel dne 13. ledna 2024 ve věku 85 let.

## Politická kariéra
Ve volbách 1996 se stal členem horní komory českého parlamentu, když v obou kolech porazil občanského demokrata Františka Samka. V senátu zasedal ve Výboru pro zdravotnictví a sociální politiku. Ve volbách 2002 svůj mandát obhájil proti občanskému demokratovi Jindřichu Siberovi. V roce 2002 byl zvolen místopředsedou Senátu PČR. Ve volbách 2008 již nekandidoval.